# 1000 (getal)

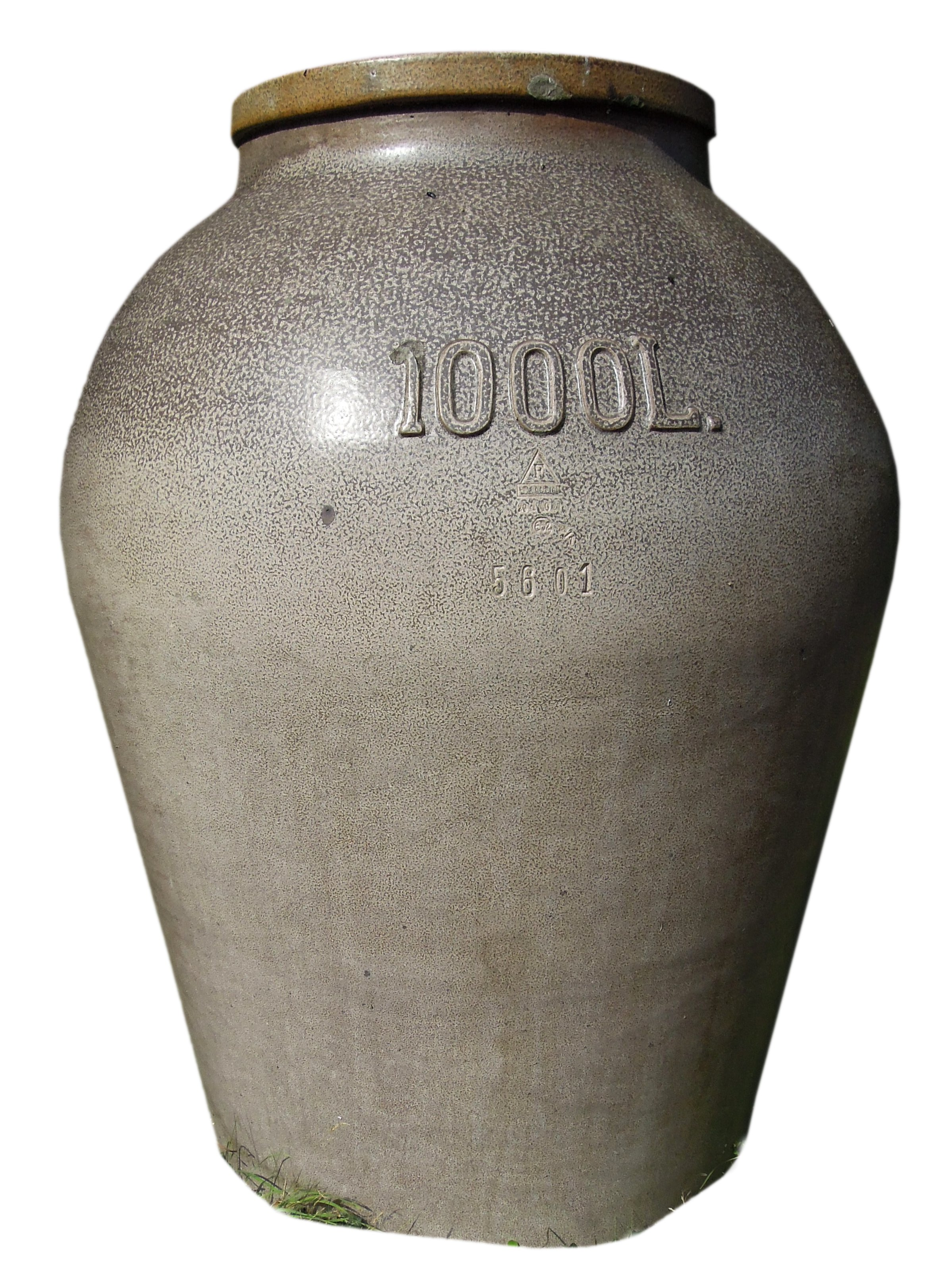
Een kruik met een inhoud van 1000 liter

Duizend (1000) is het gehele getal dat volgt op 999 en voor 1001 komt. Het is speciaal omdat 1000=103, en omdat een groot deel van de mensheid in machten van 10 rekent. In de wetenschap wordt zelfs vaak in machten van 1000 gerekend, bijvoorbeeld in het SI-stelsel.
Het SI-voorvoegsel voor duizend is kilo, afgekort k (kleine letter), niet te verwarren met K (Kelvin), de eenheid van temperatuur. Maar in de informatica werd kilo in kilobyte of kilobit vroeger gebruikt om 1024 (210) bytes of bits aan te duiden.
Het SI-voorvoegsel voor één duizendste is milli, afgekort m, bijvoorbeeld millimeter, millibar of milliseconde.
Het woord "duizend" wordt in vele talen gebruikt om een bijzonder groot getal aan te duiden, zoals in de uitdrukkingen "een duizendkoppige menigte", het duizendjarig rijk, het "duizendjarig ei" in de Chinese keuken of de duizendjarige eik in Lummen, of de namen van sommige planten of dieren: duizendpoten, duizendknoop, duizendblad, duizendkoppige kool ...

## Duizend in de tijd
- 1000 seconden = 16 minuten en 40 seconden.
- 1000 minuten = 16 uur en 40 minuten.
- 1000 uur = 41 dagen en 16 uur.
- 1000 dagen = 2 jaar en 270 (of 269) dagen
- 1000 weken = 19 jaar en circa 65 dagen
- 1000 maanden = 83 jaar en circa 4 maanden
- 1000 jaar = 1 millennium

## Duizend in massa
- 1000 gram = 1 kilogram
- 1000 kilogram = 1 ton

## Duizend in lengte
- 1000 millimeter = 1 meter
- 1000 centimeter = 10 meter
- 1000 decimeter = 100 meter
- 1000 meter = 1 kilometer
- 1000 decameter = 10 kilometer